# Drugi gabinet Johna Howarda
Drugi gabinet John Howarda – sześćdziesiąty drugi gabinet federalny Australii, urzędujący od 21 października 1998 do 26 listopada 2001. Był gabinetem koalicyjnym Liberalnej Partii Australii (LPA) i Narodowej Partii Australii (NPA). 

## Okoliczności powstania i dymisji
Gabinet urzędował przez pełną kadencję Izby Reprezentantów. Powstał po przedterminowych wyborach w 1998, w których rządząca od 1996 koalicja LPA-NPA uzyskała reelekcję. Następne głosowanie odbyło się w 2001 roku i ponownie przyniosło zwycięstwo prawicy, dzięki czemu premier John Howard mógł sformować swój trzeci gabinet. 

## Skład
| stanowisko | osoba              | partia | od                   | do                |
| --- | ------------------ | ------ | -------------------- | ----------------- |
| premier | John Howard        | LPA    | 21 października 1998 | 26 listopada 2001 |
| wicepremier | Tim Fischer        | NPA    | 21 października 1998 | 20 lipca 1999     |
| wicepremier | John Anderson      | NPA    | 20 lipca 1999        | 26 listopada 2001 |
| minister handlu | Tim Fischer        | NPA    | 21 października 1998 | 20 lipca 1999     |
| minister handlu | Mark Vaile         | NPA    | 20 lipca 1999        | 26 listopada 2001 |
| minister skarbu | Peter Costello     | LPA    | 21 października 1998 | 26 listopada 2001 |
| minister transportu i służb regionalnych | John Anderson      | NPA    | 21 października 1998 | 26 listopada 2001 |
| minister środowiska i dziedzictwa | Robert Hill        | LPA    | 21 października 1998 | 26 listopada 2001 |
| minister komunikacji, technologii informacyjnych i sztuki | Richard Alston     | LPA    | 21 października 1998 | 26 listopada 2001 |
| minister zatrudnienia, warunków pracy i małych przedsiębiorstw                                                                                                 | Peter Reith        | LPA    | 21 października 1998 | 30 stycznia 2001  |
| minister zatrudnienia, warunków pracy i małych przedsiębiorstw                                                                                                 | Tony Abbott        | LPA    | 30 stycznia 2001     | 26 listopada 2001 |
| minister ds. rodziny i służb społecznych | Jocelyn Newman     | LPA    | 21 października 1998 | 30 stycznia 2001  |
| minister ds. rodziny i służb społecznych | Amanda Vanstone    | LPA    | 30 stycznia 2001     | 26 listopada 2001 |
| minister wspierająca premiera w kwestiach statusu kobiet | Jocelyn Newman     | LPA    | 21 października 1998 | 30 stycznia 2001  |
| minister wspierająca premiera w kwestiach statusu kobiet | Amanda Vanstone    | LPA    | 30 stycznia 2001     | 26 listopada 2001 |
| minister spraw zagranicznych | Alexander Downer   | LPA    | 21 października 1998 | 26 listopada 2001 |
| minister obrony | John Moore         | LPA    | 21 października 1998 | 30 stycznia 2001  |
| minister obrony | Peter Reith        | LPA    | 30 stycznia 2001     | 26 listopada 2001 |
| minister zdrowia i osób starszych | Michael Wooldridge | LPA    | 21 października 1998 | 26 listopada 2001 |
| minister finansów i administracji | John Fahey         | LPA    | 21 października 1998 | 26 listopada 2001 |
| minister edukacji, kształcenia i spraw młodzieży | David Kemp         | LPA    | 21 października 1998 | 26 listopada 2001 |
| minister wspierający premiera w kwestiach służby cywilnej | David Kemp         | LPA    | 21 października 1998 | 26 listopada 2001 |
| wiceprzewodniczący Federalnej Rady Wykonawczej | David Kemp         | LPA    | 21 października 1998 | 26 listopada 2001 |
| prokurator generalny | Daryl Williams     | LPA    | 21 października 1998 | 26 listopada 2001 |
| minister rolnictwa, rybołówstwa i leśnictwa | Mark Vaile         | NPA    | 21 października 1998 | 20 lipca 1999     |
| minister rolnictwa, rybołówstwa i leśnictwa | Warren Truss       | NPA    | 20 lipca 1999        | 26 listopada 2001 |
| minister imigracji i multikulturowości | Philip Ruddock     | LPA    | 21 października 1998 | 26 listopada 2001 |
| minister wspierający premiera w kwestiach pojednania(od 30 stycznia 2001 minister ds. pojednania i spraw Aborygenów oraz mieszkańców wysp w Cieśninie Torresa) | Philip Ruddock     | LPA    | 21 października 1998 | 26 listopada 2001 |
| minister przemysłu, nauki i zasobów | Nick Minchin       | LPA    | 21 października 1998 | 26 listopada 2001 |